# Varahun
Der Varahun war ein indisches Gewicht in der britischen Präsidentschaft Madras und wurde von den Engländern als Malabar-Gewicht bezeichnet. Dazu rechnete man das Gursay, Baruay/Candie, Maunds/Manungu und das kleinere Maß Vis/Visaya.
- 1 Varahun = 52 ¾ englische Troy-Grän = 3,4182 Gramm (= 3,38573 Gramm)[2]
- 1 Maund/Manungu = 8 Visay/Vis = 320 Pollams = 3200 Varahuns
- 10 Varahuns = 1 Pollam, 40 Pollams = 1 Vis oder Visay